# Rethen (Leine)
Rethen is een plaats in de Duitse gemeente Laatzen, deelstaat Nedersaksen, en telt 8750 inwoners.